# Legislația daneză privind naționalitatea
Legislația daneză privind naționalitatea este guvernată de actul constituțional al Danemarcei (din 1953) și de Actul consolidat al naționalității daneze (din 2003, cu amendamentul din 2004). Cetățenia daneză poate fi dobândită în unul din următoarele moduri:
- În mod automat la naștere, dacă este născut în Regatul Danemarcei (Danemarca, Insulele Feroe, Groenlanda) și dacă cel puțin unul dintre părinți are cetățenia daneză.
- În mod automat la naștere, dacă este născut în afara Regatului Danemarcei și cel puțin unul dintre părinți are cetățenia daneză.
- În mod automat dacă o persoană este adoptată ca un copil cu vârsta sub 12 ani
- Prin declarare pentru cetățenii unei alte țări nordice
- Prin naturalizare, adică prin statut
- În mod automat la naștere, dacă unul dintre părinți este cetățean danez, indiferent de locul nașterii, dacă copilul s-a născut la 1 iulie 2014 sau ulterior acestei date.[2]

În decembrie 2018, legea privind cetățenia daneză a fost modificată, astfel încât o strângere de mână era obligatorie în timpul ceremoniei. Reglementarea ar împiedica, printre altele, ca membrii grupului islamist Hizb ut-Tahrir să primească cetățenia, deoarece nu dau niciodată mâna.

## Legături externe
- Danish Immigration service
- Circular letter No. 61 on Naturalisation, 22 September 2008 Arhivat în 30 decembrie 2010, la Wayback Machine.